# Гусиха (впадает в Хатангский залив)
Гуси́ха — река в Таймырском Долгано-Ненецком районе Красноярского края России, впадает в Хатангский залив моря Лаптевых. Длина реки — 135 км, площадь водосборного бассейна — 5540 км².
Исток реки, озеро Портнягино, находится на востоке полуострова Таймыр, на высоте 62 м над уровнем моря. В верховьях течёт преимущественно на север. После впадения реки Большая Рассоха течение меняется на восточное. Протекает по незаселённой местности, на берегах — равнинная тундра. В бассейне большое число озёр (Портнягино, Сопочное и др.). Впадает с запада в южную часть Хатангского залива моря Лаптевых, образуя общую дельту с рекой Большая Балахня. В нижнем течении, около устья, ширина русла достигает 330 м при глубине 3,5 м, скорость течения — 0,4-0,5 м/с.
Бассейн реки относится к неохраняемым водно-болотным угодьям России, внесённым в Перспективный список Рамсарской конвенции («Теневой список» водно-болотных угодий, имеющих международное значение). Здесь находятся места линьки и гнездования различных гусей, гуменника, краснозобой казарки и других видов.

## Основные притоки
- Левые: Харлыга, Сопочная, Поперечная, Первая
- Правые: Малая Рассоха, Большая Рассоха

## Данные водного реестра
По данным государственного водного реестра России и геоинформационной системы водохозяйственного районирования территории РФ, подготовленной Федеральным агентством водных ресурсов:
- Бассейновый округ — Енисейский
- Речной бассейн — Хатанга
- Речной подбассейн — Хатанга от слияния Хеты и Котуя до устья
- Водохозяйственный участок — Реки бассейна моря Лаптевых от мыса Прончищева до границы между Таймырским Долгано-Ненецким АО и Республикой Саха (Якутия) без реки Хатанга
- Код объекта в государственном водном реестре — 17040400212117600005179[4].